# Job Ferdinand von Strantz
Job Ferdinand von Strantz (* 17. März 1937 in Iserlohn; † 24. November 2012) war ein deutscher Rechtsanwalt.

## Leben
Job Ferdinand von Strantz studierte an der Rheinischen Friedrich-Wilhelms-Universität Bonn Rechtswissenschaften. 1959 wurde er Mitglied des Corps Borussia Bonn. Nach Studium und Referendariat ließ er sich in Bremen nieder. Er wurde Generalbevollmächtigter der Generalverwaltung des vormals Regierenden Preußischen Königshauses. Als solcher vertrat er das Haus Hohenzollern-Preußen in allen vermögensrechtlichen Fragen sowohl politisch als auch vertraglich und gerichtlich. Er war Nachlassverwalter von Prinz Louis Ferdinand von Preußen (1907–1994). Seine Klage auf Rückübertragung des Hohenzollern-Besitzes in Potsdam scheiterte 1999. Besondere Bekanntheit erlangte er 1991 als Koordinator der Umbettung des Leichnams Friedrichs des Großen von Berlin nach Potsdam. In der öffentlichen Diskussion um die Umbettung von Friedrich Wilhelm I., Friedrich Wilhelm III und Wilhelm II. in die Gruft des Berliner Doms sprach er sich für die Beibehaltung des Status quo und gegen einen „Sargtourismus“ aus.